# Zdětín (Olomouc)
Zdětín é uma comuna checa localizada na região de Olomouc, distrito de Prostějov.